# ジンサク
JIMSAKU（ジンサク）は、日本の音楽ユニット。櫻井哲夫（ベース）と神保彰（ドラムス）によって結成されたフュージョンの音楽ユニット。ジンサクという名前は2人の名字の頭文字“神・櫻”から採られた。1990年から1998年まで活動。2020年より期間限定で再活動中。

## 活動史

### カシオペア脱退からジンサクへ
1989年、カシオペアがグループとしての活動を休止し、メンバーの個人活動期間に入った際、櫻井と神保はカシオペア以外のメンバーを集めてボーカル音楽のバンド、シャンバラを結成。シャンバラはアルバム『SHAMBARA』を制作し、ライブ活動も始める。しかし、カシオペアのリーダー・野呂一生と向谷実は「シャンバラの今後の継続的な活動は、直に迫るカシオペアの活動再開に支障を与える」として二人に活動停止を要請。結果、櫻井と神保はそれを断り、カシオペアを脱退。
しかし、シャンバラは生まれたばかりで認知度はまだ低かったため、二人は1990年にカシオペア活動時と同じフュージョン・シーンで活動するためのユニット、ジンサクを別に結成。ジンサクのシャンバラに対しての違いは、Instrumental音楽専門に徹する+櫻井と神保の2人以外のメンバーはあくまでサポートやフィーチャリングとしてその都度迎え入れる、フレキシブルな対応を採ることにした。
結成年の1990年、1stアルバム『JIMSAKU』制作後、森村献（キーボード）、是方博邦（ギター）、吉弘知鶴子（キーボード）らミュージシャンをパーマネント・サポートに招き入れてライブ活動も開始。カシオペアのメンバーチェンジ発表も相まってフュージョン・ファンへの認知は速く、話題も呼んだ。しかし、シャンバラの方は諸々の事情から再構築せざるを得ない状況に陥り、「シャンバラ・ジンサク両方を平行して活動させていく」と表明していたものの、この年は何にも出来ないまま、そして明確にしないままに消滅という尻すぼみな形で活動を閉じた。

### 初期のラテン・スタイル
ジンサクの初期の活動は、櫻井と神保が好んでいたラテン音楽をモチーフにし、旧来のサンバ以外のスタイルを続々と発表。フュージョンとカテゴリは違えどオルケスタ・デ・ラ・ルスらとともに新しいラテン・スタイルの音楽として注目を浴びた。
1993年のアルバム『WIND LOVES US』からラテン色が薄まりはじめ、カシオペア時代と同じ毎年1ないしは2作品の急激な制作ペースが祟って、1990年代半ばの作品はアイデアを出し尽くした感があり、アルバムや楽曲はデビュー初期のものに比べ、かつて在籍していたカシオペアのサウンドをなぞるようなものとなった。

### 後期の多岐にわたるスタイル、そして解散
この状況を打破するため、1996年からはパーマネント・サポートでのバンド体制を解消し、ジンサクは櫻井と神保だけによる活動体制に入る。ライブの度に毎回違うフィーチャリング・アーティストを招いたり、ジンサク側から他アーティストのセッションに参加するなどして活動の幅を広げた。
演奏者が二人だけによる「JIMSAKU 100%」と銘打ったライブも行うようになり、ベースとドラムのテクニックの限界を超えた超絶技巧の洪水に観る者の度肝を抜いた。話題を振りまいたこの年は角松敏生にプロデュースを依頼し、日本語ボーカル曲をフィーチャリングしたアルバム『DISPENSATION』、翌1997年には当時流行っていたドラムンベースをモチーフにJIMSAKU 100%のスタイルを投入したアルバム『MEGA db』を発表。既存のフュージョンの枠を脱した活動を行うようになる。しかし、振り返ってみればこれらはジンサク結成の理念を揺るがすものであった。
そして折からの二人別々のソロ活動に比重が高まっていたこともあり、1998年1月、ジンサクとしてのラストライブを開催。翌月2月、ジンサクの名をはずした櫻井&神保によるセッションのライブにてジンサクの解散を正式発表。8年に及ぶ活動に終止符を打った。

### 解散後
神保はドラムとドラムトリガーシステムから発するシンセ音源を掛け合わせて一人多重演奏するワンマンオーケストラが活動の主軸となっていった。また、解散前の1997年にカシオペアから請われてその活動に再び関わるようになり、ユニット解散後は同バンドのレギュラー・サポート・メンバーとして2022年まで帯同する。
櫻井は解散直後にソロアルバムを制作して、その発売記念のライブツアーに神保が帯同した。1999年に行われたカシオペアのデビュー20周年記念ライブにも櫻井がゲスト参加するなどしたが、その後は二人の共演が途絶えていくようになる。
2009年、ジャズ界初の公式ユーチューブ（YouTube）コンテスト「Diners Club Presents - Jazz Session on YouTube」が開催され、2010年2月にそのファイナルイベントとしてブルーノート東京において行われたコンテスト参加優秀者とのセッションでボブ・ジェームスを交えて櫻井と神保は久々に共演した。2012年に舘ひろしが石原裕次郎の楽曲をカバーしたアルバム『HIROSHI TACHI sings YUJIRO』のレコーディングと発売時のプロモーションで出演したNHK総合『SONGS』にバックバンドのメンバーとして共演。
2019年3月、神保の還暦記念のライブに櫻井が出演。JIMSAKU名義のステージが21年ぶりに行われて一夜限りの復活を果たした。
2020年5月8日、結成30周年として『JIMSAKU 30thプロジェクト』が開始され、公式Twitterも同日に開設した。
2021年7月28日、アルバム『JIMSAKU BEYOND』をキングレコードから発売。

## ディスコグラフィ

### シングル
| タイトル           | 発売年月日 | 品番            |
| ------------------ | ---------- | --------------- |
| NAVEL OF THE EARTH | 1994.11.26 | 8cmCD:PODH-1235 |
| AWAKENING          | 1995.05.25 | 8cmCD:PODH-1257 |
| MAKE MY TIME       | 1996.11.21 | 8cmCD:BVDR-1133 |

### アルバム
| タイトル                 | 発売年月日 | 品番         | 備考                                                                         |  |
| ------------------------ | ---------- | ------------ | ---------------------------------------------------------------------------- |  |
| JIMSAKU                  | 1990.07.25 | CD:POCH-1016 |                                                                              |  |
| 45℃ (FORTY-FIVE DEGREES) | 1991.09.25 | CD:POCH-1093 |                                                                              |  |
| JADE                     | 1992.08.26 | CD:POCH-1143 |                                                                              |  |
| WIND LOVES US            | 1993.08.26 | CD:POCH-1248 | CDの帯に『-風は僕等を愛してる-』とサブタイトルが記載されている。             |  |
| NAVEL                    | 1994.09.01 | CD:POCH-1386 |                                                                              |  |
| BLAZE OF PASSION         | 1995.07.26 | CD:POCH-1507 | レコーディングに、カシオペアの野呂一生と、是方博邦、鳥山雄司が参加している。 |  |
| DISPENSATION             | 1996.11.21 | CD:BVCR-776  | 角松敏生プロデュース                                                         |  |
| MEGA db                  | 1997.12.17 | CD:FHCF-2405 |                                                                              |  |
| JIMSAKU BEYOND           | 2021.07.28 | CD:KICJ-847  | 【初回限定盤】CD:KICJ-90847も同時発売                                        |  |

### 企画アルバム
| タイトル       | 発売年月日 | 品番         | 備考         |
| -------------- | ---------- | ------------ | ------------ |
| VIVA!          | 1992.12.12 | CD:POCH-1180 | ライブ盤     |
| 100%           | 1993.04.25 | CD:POCH-1241 | ライブ盤     |
| BEST SELECTION | 1995.11.25 | CD:POCH-1543 | 公式ベスト盤 |

### タイアップ曲
| 楽曲               | タイアップ                                     | 収録作品                       |
| ------------------ | ---------------------------------------------- | ------------------------------ |
| CRUSIN'            | 「TBCレディスシネマ」イメージ・ソング          | アルバム『100%』               |
| MOON BEAUTY        | 「TBCレディスシネマ」イメージ・ソング          | アルバム『100%』               |
| NAVEL OF THE EARTH | テレビ朝日系『スーパーモーニング』テーマソング | シングル「NAVEL OF THE EARTH」 |
| AWAKENING          | テレビ朝日系『スーパーモーニング』テーマソング | シングル「AWAKENING」          |